# Prawo podwójnego przeczenia
Uzasadnienie:  identyczna tematyka 
Prawo podwójnego przeczenia – prawo logiki formalnej. Występuje w formie silnego prawa podwójnego przeczenia:
{\displaystyle \lnot \lnot p\to p,}
oraz słabego prawa podwójnego przeczenia:
{\displaystyle p\to \lnot \lnot p.}
Silne prawo podwójnego przeczenia dodane do aksjomatów intuicjonistycznego rachunku zdań tworzy aksjomatykę klasycznego rachunku zdań. Skąd też niejawnie wynika, iż w rachunku intuicjonistycznym jest ono niedowodliwe.
Natomiast Słabe prawo podwójnego przeczenia z kolei jest tezą rachunku intuicjonistycznego:
| 1. | {\displaystyle (\neg p\to \neg \neg p)\to \neg \neg p}                                                                       | prawo redukcji do absurdu |
| 2. | {\displaystyle [(\neg p\to \neg \neg p)\to \neg \neg p]\to \{p\to [(\neg p\to \neg \neg p)\to \neg \neg p]\}}                | prawo poprzedzania        |
| 3. | {\displaystyle p\to [(\neg p\to \neg \neg p)\to \neg \neg p]}                                                                | reguła odrywania: 1,2     |
| 4. | {\displaystyle \{p\to [(\neg p\to \neg \neg p)\to \neg \neg p\}\to \{[p\to (\neg p\to \neg \neg p)]\to [p\to \neg \neg p]\}} | sylogizm Fregego          |
| 5. | {\displaystyle [p\to (\neg p\to \neg \neg p)]\to [p\to \neg \neg p]}                                                         | reguła odrywania: 3,4     |
| 6. | {\displaystyle p\to (\neg p\to \neg \neg p)}                                                                                 | prawo przepełnienia       |
| 7. | {\displaystyle p\to \neg \neg p}                                                                                             | reguła odrywania: 5,6     |
Jawny dowód niewyprowadzalności silnego prawa podwójnego przeczenia dostajemy z jednego spośród twierdzeń o pełności dla intuicjonistycznego rachunku zdań, zgodnie z którym formuła zdaniowa jest tezą rachunku intuicjonistycznego wtedy i tylko wtedy, gdy jest ona prawdziwa w dowolnej algebrze Heytinga. Poniżej widzimy algebrę Heytinga ({\displaystyle H=\{0,1\}\times \{0,1,2\}} z porządkiem „po współrzędnych”), w której silne prawo podwójnego przeczenia nie zachodzi:
Mianowicie w algebrze tej: {\displaystyle \neg \neg c=d\neq c.}
W algebrze tej nie zachodzi także prawo wyłączonego środka (tertium non datur): {\displaystyle p\vee \neg p.}
W rzeczy samej, w algebrze tej {\displaystyle c\vee \neg c=c\vee a=b.}
Jest to o tyle naturalne, że w intuicjonistycznym rachunku zdań
dowodliwa jest formuła {\displaystyle (p\vee \neg p)\to (\neg \neg p\to p){:}}
| 1. | {\displaystyle \neg p\to (\neg \neg p\to p)} | prawo redukcji do absurdu |
| 2. | {\displaystyle p\to (\neg \neg p\to p)} | prawo poprzedzania        |
| 3. | {\displaystyle {\big (}p\to (\neg \neg p\to p){\big )}\to {\Big [}{\Big (}\neg p\to (\neg \neg p\to p){\Big )}\to {\Big (}p\vee \neg p\to (\neg \neg p\to p){\Big )}{\Big ]}} | prawo łączenia implikacji |
| 4. | {\displaystyle {\Big (}\neg p\to (\neg \neg p\to p){\Big )}\to {\Big (}p\vee \neg p\to (\neg \neg p\to p){\Big )}}                                                            | reguła odrywania: 2,3     |
| 5. | {\displaystyle p\vee \neg p\to (\neg \neg p\to p)} | reguła odrywania: 1,4     |
Natomiast w algebrze tej prawdziwe jest słabe prawo wyłączonego środka: {\displaystyle \neg p\vee \neg \neg p.}